# Setge de Nísibis (573)
El setge de Nísibis va tenir lloc l'any 573 quan l'exèrcit romà d'Orient, dirigit per Acaci i Marcià, va assetjar la ciutat sassànida de Nísibis . Els sassànides van defensar amb èxit la ciutat i van derrotar la força romana. 
D'acord amb el "model justiniànic", els romans van mobilitzar enginyers per a l'atac, i els van ordenar fer un "setge molt complex". 
La raó de la derrota romana a Nísibis es deu, sembla ser, a les baralles entre els oficials romans.  Segons les cròniques siríaques, però, les forces sassànides van poder retardar l'exèrcit romà, cosa que els va permetre preparar-se per a una defensa extensa.  Un relat també citava un fracàs d'intel·ligència dels aliats àrabs de manera que els romans desconeixien el moviment de l'exèrcit sassànida dirigit per Còsroes I cap a l'encreuament de l'Eufrates amb el Khabur. El qual després va atacar els romans per la rereguarda obligant-los a aixecar el setge i retirar-se.
Després de l'aixecament del setge, els sassànides van utilitzar els trebuquets romans que van quedar enrere en el reeixit setge de Dara, d'aquell any.  Aquest setge va durar sis mesos i la victòria va donar a Còsroes I una altra fortalesa important a l'est de Mesopotàmia a més a més de Nísibis.